# أمبروس ركيود
أمبروس ركيود (بالإنجليزية: Ambrose Rookwood)‏ (و. 1578 – 1606 م) كان عضوًا في مجموعةِ الكاثوليك الإنجليزية الإقليمية التي خَططت لمؤامرة البارود الفاشلة عام 1605.